# Ștefan de la Bărbulești
Ștefan de la Bărbulești (n. 25 decembrie 1959, Bărbulești, Ialomița, România) este un interpret de manele din România.
Cântecul „Eu vin acasă cu drag” a devenit cunoscut în urma folosirii sale în serialul Borat Television Programme difuzat pe postul britanic Channel 4, ca parte a serialelor Ali G scrise și interpretate de Sacha Baron Cohen. Cântecul a fost folosit de Cohen într-unul din episoade, în scena în care acesta învață un grup de americani să danseze pe o melodie „din Kazahstan”. Cântecul a fost folosit în filmul Borat și apare pe discul cu coloana sonoră a acestui film.